# 水野亮
水野 亮（みずの あきら、1902年11月18日 - 1979年2月14日）は、日本のフランス文学者・翻訳家。

## 経歴
長野県北佐久郡高瀬村（現佐久市）出身。旧制長野中学（長野県長野高等学校）、旧制第三高等学校を経て、1926年東京帝国大学仏文科卒業。
東大図書館に勤務しつつ、オノレ・ド・バルザックを主として数多くの翻訳を行った。豊島与志雄の『レ・ミゼラブル』の翻訳の誤訳や脱漏を指摘し、豊島に喜ばれ、自らの翻訳を刊行した。
明治大学では非常勤講師、中央大学では専任講師としてフランス語を教えた。バルザック研究者としての子弟関係にあった私市保彦（武蔵大学名誉教授）との縁故により、武蔵大学に蔵書が水野文庫として遺贈された。

## 著書
- 『仏蘭西写実主義 バルザック、フローベル、ゾラ』（生活社） 1946
- 『バルザック 人と作品』（白日書院） 1946
- 『バルザックの魅惑』（生活社） 1947

## 翻訳
- 『レ・ミゼラブル』（ユーゴー、世界文豪代表作全集刊行会） 1926 - 1927
- 『脂肪の塊』（モーパッサン、岩波文庫） 1938
- 『酒樽』（モーパッサン、岩波文庫） 1941
- 『蘆笛集 ヴァニナ・ヴァニニほか』（スタンダール ほか、壮文社） 1947
- 『過去のない女』全2冊（G・グルーサール、岩波書店、岩波現代叢書） 1952 - 1953
- 『バルザック』（シュテファン・ツヴァイク、早川書房） 1959、新版1980 / 中公文庫（上下）2023

### オノレ・ド・バルザック
- 『バルザツク小説集』（バルザック、春陽堂） 1924以前
- 『知られざる傑作』（バルザック、岩波文庫） 1928
- 『従妹ベット』（バルザック、新潮社、世界文学全集17） 1930、のち岩波文庫
- 『従兄ポンス』（バルザック、岩波文庫） 1930 - 1931
- 『「絶対」の探究』（バルザツク、春陽堂） 1932
- 『海辺の悲劇』（バルザック、岩波文庫） 1934
- 『農民　田園生活場景』（河出書房、バルザツク全集10） 1936、のち岩波文庫
- 『赤い宿屋』（バルザック、青木書店、ふらんすロマンチック叢書） 1940
- 『ツールの司祭 / 赤い宿屋』（バルザック、岩波文庫） 1945
- 『ウジェニー・グランデ』（バルザック、新潮社、バルザック選集3） 1949、のち岩波文庫
- 『暗黒事件』（バルザック、新潮社、バルザック選集8） 1949、のち岩波文庫
- 『ゴプセック / 沙漠の情熱 / 恐怖時代の一插話』（バルザック、筑摩書房、世界文学大系23） 1960
- 『ゴリオ爺さん』（バルザック、筑摩書房、世界文学大系24） 1963
- 『谷間のゆり』（バルザック、集英社、世界の名作22） 1965